# Ostzonenmeisterschaft 1949
El Ostzonenmeisterschaft 1949 (en español: Campeonato de la Zona Oriental) fue el segundo campeonato de lo que más tarde sería la Alemania Democrática. El goleador del torneo fue Fritz Schmidt, con 6 goles.

## Fase final

### Ronda preliminar
| Franz-Mehring Marga | 2 – 0 | SG Schwerin |

| SG Altenburg-Nord | 3 – 4 | Eintracht Stendal |

### Cuartos de final
| SG Meerane | 3 – 2 | SG Babelsberg |

| Eintracht Stendal | 4 – 0 | Franz-Mehring Marga |

| Fortuna Erfurt | 10 – 0 | SG Wismar-Süd |

| ZSG Union Halle | 2 – 1 | SG Dresden-Friedrichstadt |

### Semifinales
| ZSG Union Halle | 3 – 0 | Eintracht Stendal |

| Fortuna Erfurt | 4 – 3 t.s. | SG Meerane |

### Final
| ZSG Union Halle | 4 – 1 | Fortuna Erfurt |